# In questo angolo di mondo
In questo angolo di mondo (この世界の片隅に?, Kono sekai no katasumi ni) è un manga scritto e illustrato da Fumiyo Kōno, che è stato serializzato sulla rivista Weekly Manga Action della Futabasha dal 2007 al 2009. I capitoli sono stati raccolti in tre volumi tankōbon. Il manga segue la vita di Suzu Urano, una giovane sposa che vive con la sua nuova famiglia nella periferia di Kure durante la seconda guerra mondiale.
Il manga vinse l'Excellence Prize al Japan Media Arts Festival del 2009, ed è stato lodato per il tono da fiaba e l'umorismo. Nel 2011 è stato adattato in un film televisivo live action, mentre nel 2016 in un film cinematografico anime.

## Adattamenti

### Film TV
Un film televisivo è stato trasmesso il 5 agosto 2011 su NTV, con interpreti Keiko Kitagawa come Suzu Urano, Keisuke Koide come Shusaku Hōjō, Yuka come Rin Shiroki, Mokomichi Hayami come Tetsu Mizuhara, Ryo come Keiko, Saburo Shinoda come Entarō Hōjō, Yoshie Ichige come San Hōjō, e Mana Ashida come Chizuko Hōjō.

### Film anime
Un film anime, prodotto da MAPPA e diretto da Sunao Katabuchi, ha debuttato nei cinema giapponesi il 12 novembre 2016.